# لينغنان
لينغنان أو لينغ نان (بالصينية: 岭南)، هي رقعة (مساحة) جغرافية تشير إلى الأراضي الواقعة في جنوب جبال نانلينغ [الإنجليزية]. وهي تغطي التقسيمات (المقاطعات) الصينية الحديثة لكلٍّ من: غوانغدونغ، قوانغشي، هاينان، هونغ كونغ، وماكاو، وكذلك شمال ووسط فيتنام الحديثة.

## نبذة تاريخية
كانت إثنية بايوي [الإنجليزية] تسكن في هذه المساحة الجغرافية، وهي كذلك الأرض التي تأسست عليها مملكة نانياو القديمة. وفي ذلك الزمان، اعتبرت المحكمة الصينية القديمة «لينغنان» أرضًا بربرية استوائية فقدت صلتها بتشونغيوان، والتي كانت المهد الثقافي للحضارة الصينية.
في القرن الثاني قبل الميلاد، أدى غزو هان لنانيوي [الإنجليزية] إلى الاستحواذ عليها وضمها إلى الرقعة التي تحكمها سلالة هان وذلك إبَّان توسعها جنوبًا، الأمر الذي عزز من نمائها وتوسعها بمجرد أن رُصفت طريق مي [الإنجليزية] الاستراتيجية. وكانت المنطقة أيضًا مركزًا لمملكة هان الجنوبية [الإنجليزية] (917-971).

## قيادة لينغنان العسكرية
جِيْدُوْشِي [الإنجليزية] لينغنان أو القيادة العسكرية [الإنجليزية] كان يحكمها حكام عسكريون خلال عهد سلالة تانغ. ومن هؤلاء القادة:
- سونغ جينغ [الإنجليزية] 716.
- لي ميان [الإنجليزية] 768-772.
- لي شو [الإنجليزية] 775.
- دو يو [الإنجليزية] 784-787.
- جنغ يين [الإنجليزية] 810-813.
- تي جي [الإنجليزية] 824-826.
- تي غو [الإنجليزية] 833.
- تي غويتونغ [الإنجليزية] 844-845.
- جن سن تا [الإنجليزية] 871-874.
- ليونغ تشي [الإنجليزية] 886.